# Taitung
Taitung (chinesisch 臺東市, Pinyin Táidōng Shì, W.-G. T'ai-tung shih, Zhuyin ㄊㄞˊ ㄉㄨㄥ ㄕˋ, Pe̍h-ōe-jī Tâi-tang-chhī) ist die Hauptstadt des Landkreises Taitung, Republik China auf Taiwan. Sie liegt an der Küste des Pazifischen Ozeans und hatte im Jahr 2024 ungefähr 103.000 Einwohner.
Die Stadt ist das politische, wirtschaftliche und Verkehrszentrum des nach ihr benannten gleichnamigen Landkreises. Etwa 45 Prozent der Einwohner des Landkreises Taitung wohnen in der Stadt Taitung.

## Lage
Die Stadt Taitung liegt an der südöstlichen Küste Taiwans im Landkreis Taitung, dessen Hauptstadt sie bildet. Durch das Stadtgebiet fließt der Fluss Beinan (Beinanxi, 卑南溪) und mündet dort in den Pazifik. Das Stadtgebiet erstreckt sich ganz überwiegend südlich bzw. südwestlich des Flusses. Nur die beiden Stadtbezirke Fufeng (富豐) und Fugang (富岡) liegen nördlich bzw. nordöstlich des Flusses. Zum Hinterland hin ist die Stadt im Nordwesten durch die südlichen Ausläufer des Haian-Küstengebirges und im Südwesten durch die Ausläufer des Taiwanischen Zentralgebirges begrenzt. Die angrenzenden Nachbargemeinden sind Beinan im Norden und Westen sowie Taimali im Süden.

## Bevölkerung und Sprachen
Die Bevölkerungszahl der Stadt Taitung stagniert seit mindestens dem Jahr 1980 bzw. ist sogar tendenziell leicht rückläufig. Die nach Angaben des Statistikamtes in Taitung im Jahr 2010 zu Hause gesprochenen Sprachen waren (Personen über 6 Jahre): Hochchinesisch 92,4 %, Hokkien 75 %, Formosa-Sprachen 11,1 %, Hakka 4,2 %, andere Sprachen 6,7 %. Ein Großteil der Bewohner sprach mehr als eine Sprache.

## Infrastruktur
Die Stadt ist über die Südverbindungslinie (南迴線) nach Süden hin und über die Taitung-Linie (臺東線) nach Norden hin an das taiwanische Eisenbahnnetz angebunden. Im Stadtgebiet gibt es drei Bahnhöfe: Kangle (康樂車站), Zhiben (知本車站) und Taitung (臺東車站). Kangle und Zhiben liegen an der Südverbindungsinie während der Bahnhof Taitung die Grenze zwischen der Südverbindungslinie und der Taitung-Linie bildet. In Nord-Süd-Richtung wird das Stadtgebiet durch die Provinz-Schnellstraßen 9 und 11 durchquert. Im Stadtteil Fengnian (豐年里) liegt der Inlandsflughafen Taitung. Taitung hat einen kleinen Fischereihafen, von dem aus Fährverbindungen zu den Inseln Lan Yu und Lü Dao bestehen.

## Geschichte

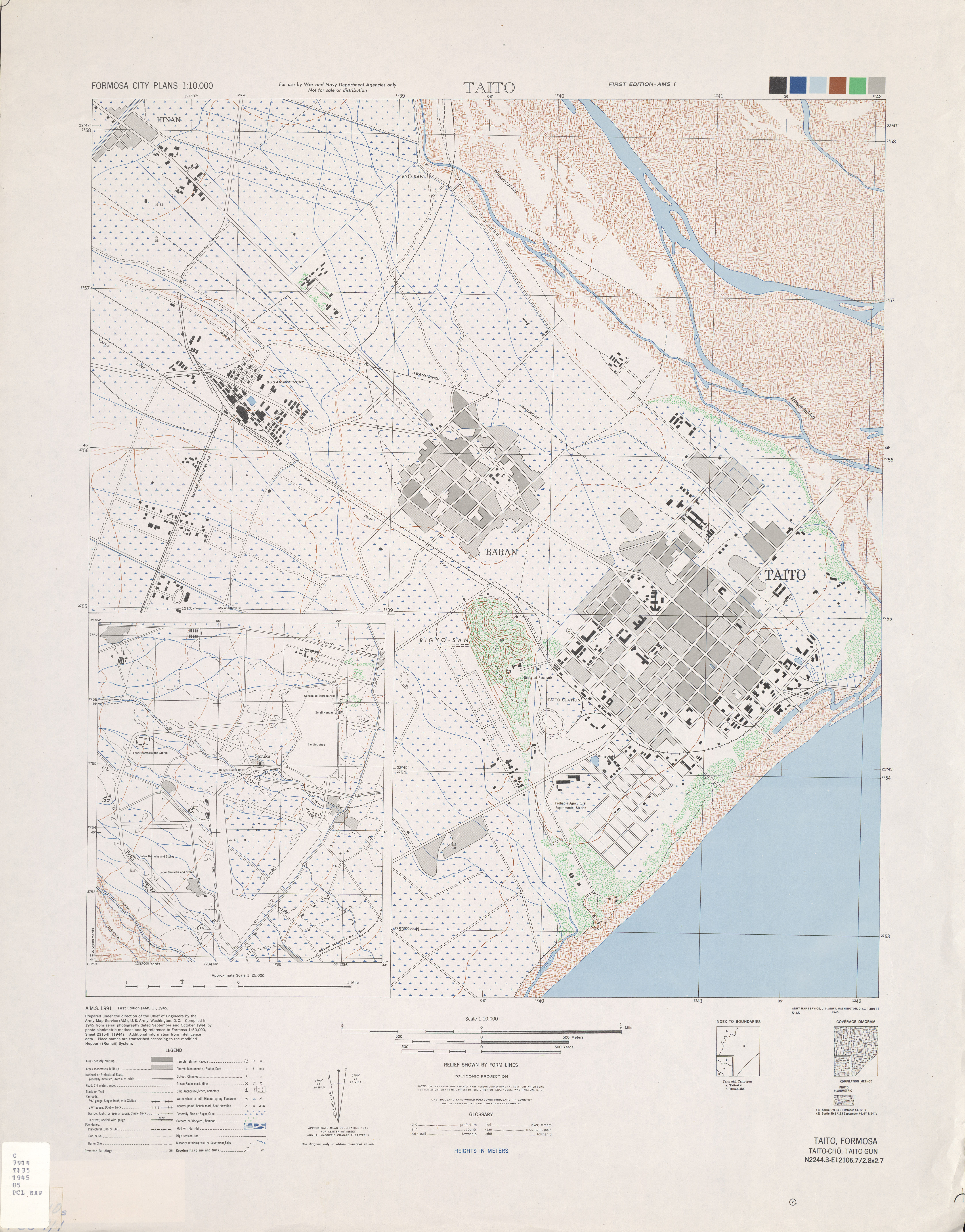
Amerikanische Karte Taitungs (damals japanisch Taito) aus dem Jahr 1945

Die ursprünglichen Bewohner der Taitung-Ebene waren die indigenen Völker der Puyuma und der Amis. In den Formosa-Sprachen der Ami und der Puyuma trägt der Ort die Bezeichnung ‚Pusung‘. Erst im späten 19. Jahrhundert siedelten sich Han-Chinesen hier an. Die erste han-chinesische Siedlung war Po Sang (寶桑) – heute ein Bezirk in der Innenstadt von Taitung – und wurde während der Zeit der Tongzhi-Restauration in den 1860er Jahren gegründet. Nach dem Ende der japanischen Herrschaft über Taiwan (1895–1945) benannte die neue Regierung der Republik China die Siedlung in ‚Taitung‘ (臺東) um. 1976 wurde Taitung nach Überschreiten der 100.000-Einwohner-Marke von einer Stadtgemeinde (鎮, zhèn) zu einer Stadt (市, shi) erhoben.

## Einrichtungen und Sehenswürdigkeiten
In Taitung ist die Nationaluniversität Taitung angesiedelt. Bei den Ausbauarbeiten zum Bahnhof wurden im Juli 1980 im Gebiet des heutigen Stadtbezirks Beinan ausgedehnte prähistorische Funde gemacht. Nach jahrelangen Ausgrabungen wurde im Jahr 2002 auf Basis dieser Funde das heutige Nationalmuseum für prähistorische Kultur Taiwans eröffnet.

## Klima
Taitung hat ein subtropisches Monsunklima. Die regenreichsten Monate sind der Mai bis Oktober. Die Jahresdurchschnittstemperatur beträgt 24,5 °C.
|                        | Jan  | Feb  | Mär  | Apr  | Mai   | Jun   | Jul   | Aug  | Sep   | Okt   | Nov  | Dez  |   |         |
| Mittl. Temperatur (°C) | 19,5 | 20   | 21,8 | 24,1 | 26,2  | 27,8  | 28,9  | 28,7 | 27,5  | 25,7  | 23,3 | 20,5 | ⌀ | 24,5    |
| Mittl. Tagesmax. (°C)  | 23,1 | 23,6 | 25,4 | 27,7 | 29,8  | 31,4  | 32,3  | 32,2 | 31    | 29,3  | 26,9 | 24,1 | ⌀ | 28,1    |
| Mittl. Tagesmin. (°C)  | 16,8 | 17,4 | 19   | 21,2 | 23,4  | 25,1  | 26    | 25,9 | 24,8  | 23,1  | 20,8 | 17,9 | ⌀ | 21,8    |
|                        |      |      |      |      |       |       |       |      |       |       |      |      |   |         |
| Niederschlag (mm)      | 30,5 | 40,2 | 40,5 | 65,6 | 155,9 | 227,8 | 270,5 | 302  | 344,6 | 182,3 | 79,2 | 40,5 | Σ | 1.779,6 |
|                        |      |      |      |      |       |       |       |      |       |       |      |      |   |         |
| Sonnenstunden (h/d)    | 3,1  | 3    | 3,4  | 3,8  | 4,6   | 6,3   | 7,9   | 7,1  | 5,4   | 4,9   | 4    | 3,3  | ⌀ | 4,7     |
|                        |      |      |      |      |       |       |       |      |       |       |      |      |   |         |
| Regentage (d)          | 8,7  | 9,6  | 9    | 11,1 | 14,1  | 12,5  | 10    | 11   | 13,7  | 9,9   | 7,8  | 7,5  | Σ | 124,9   |

| 16,8 |

| 17,4 |

| 19 |

| 21,2 |

| 23,4 |

| 25,1 |

| 26 |

| 25,9 |

| 24,8 |

| 23,1 |

| 20,8 |

| 17,9 |

| 16,8 |

| 17,4 |

| 19 |

| 21,2 |

| 23,4 |

| 25,1 |

| 26 |

| 25,9 |

| 24,8 |

| 23,1 |

| 20,8 |

| 17,9 |

## Verwaltungsgliederung

Stadtteile von Taitung

Die Stadt Taitung ist in 46 Stadtteile (里, li) untergliedert.
- Datong (大同)
- Wenhua (文化)
- Siwei (四維)
- Zhiben (知本)
- Nanrong (南榮)
- Jianxing (建興)
- Fufeng (富豐)
- Xinxing (新興)
- Fenggu (豐谷)
- Tiehua (鐵花)
- Zhongxin (中心)
- Renai (仁愛)
- Yongle (永樂)
- Beinan (卑南)
- Jianhe (建和)
- Malan (馬蘭)
- Fuguo (復國)
- Xingguo (興國)
- Fengyuan (豐原)
- Zhongshan (中山)
- Minsheng (民生)
- Chenggong (成功)
- Donghai (東海)
- Jianguo (建國)
- Qiangguo (強國)
- Fuxing (復興)
- Fengtian (豐田)
- Fengrong (豐榮)
- Zhongzheng (中正)
- Minzu (民族)
- Guangming (光明)
- Yanwan (岩灣)
- Jiannong (建農)
- Kangle (康樂)
- Xinsheng (新生)
- Fengnian (豐年)
- Fengle (豐樂)
- Zhonghua (中華)
- Minquan (民權)
- Ziqiang (自強)
- Nanwang (南王)
- Jianye (建業)
- Fugang (富岡)
- Xinyuan (新園)
- Fengli (豐里)
- Baosang (寶桑)

## Söhne und Töchter der Stadt
- Yang Chuan-Kwang (1933–2007), taiwanischer Leichtathlet, Zehnkämpfer, Silbermedaillengewinner bei den Olympischen Spielen 1960
- Chin-Chao Lin (* 1987), Dirigent

## Städtepartnerschaften
Taitung listet folgende vier Partnerstädte auf:
| Stadt       | Land               | seit |
| ----------- | ------------------ | ---- |
| Baguio City | Philippinen        | 2005 |
| Debrecen    | Ungarn             | 1995 |
| Sokcho      | Südkorea           | 1992 |
| Storm Lake  | Vereinigte Staaten | 1983 |

1. ↑  Die Städtepartnerschaft mit Sokcho ruht seit Ende 1992